# In This World
«In This World» es una canción del músico electrónico Moby, publicada como segundo sencillo del álbum de estudio de 2002, 18. Esta canción es cantada por Jennifer Price. "In This World" alcanzó el puesto número 35 en el UK Singles Chart.

## Vídeo musical
El vídeo musical de "In This World" presenta a un grupo extraterrestres provenientes de un pequeño asteroide, quienes planean una misión tripulada a la Tierra, llevando carteles con formas de saludo habituales para los terrícolas, como "Hello", "Hi" y "Hola". Tres extraterrestres y una criatura de aspecto perruno abordan un platillo volador con destino a la Tierra. Al aterrizar, rápidamente se dan cuenta de que los terrícolas, habitantes de Nueva York, son mucho más grandes de lo que esperaban, tan grandes que los extraterrestres pasan desapercibidos, a pesar de su esfuerzo por hacerse notar. Al final del vídeo, un hombre (personificado por Moby) los saluda, pero rápidamente se aleja del lugar. A continuación vuelven a su planeta de origen, y hacen un cartel gigante, con la palabra "Hello".
El vídeo musical de la canción "Sunday (The Day Before My Birthday)" muestra la continuación de esta historia.

## Otras versiones
En 2012, el dúo holandés DubVision realizó una versión house progresivo titulada “All By Myself”, lanzada por el sello discográfico Spinnin' Records.

## Lista de canciones
CD-Maxi (Mute 276)
1. «In This World» – 3:26
2. «Piano & Strings» – 5:16
3. «Downhill» – 3:18

In This World (Remixed)
1. «In This World» (ATFC's Southern Fried Vocal) – 7:40
2. «In This World» (Push Vocal Club Mix) – 7:56
3. «In This World» (Slacker's Rain Before Carnival Mix) – 11:55
4. «In This World» (ATFC's Deep South Dub) – 7:40
5. «In This World» (T&F Vs. Moltosugo Club Mix) – 5:51

## Posición en listas musicales
| Lista (2002)                                    | Posición máxima |
| ----------------------------------------------- | --------------- |
| Alemania (Offizielle Deutsche Charts)           | 78              |
| Bélgica (Flandes) (Ultratop 50)                 | 19              |
| Bélgica (Valonia) (Ultratop 50)                 | 16              |
| Estados Unidos (Billboard Hot Dance Club Songs) | 18              |
| Francia (SNEP)                                  | 22              |
| Reino Unido (UK Singles Chart)                  | 35              |
| Suiza (Schweizer Hitparade)                     | 66              |